# 波别达 (斯涅日诺耶市议会)
波別達法理上是烏克蘭東部頓涅茨克州霍尔利夫卡区斯尼日内市镇的鎮。該鎮距離首府頓涅茨克71公里，海拔高度214米，2011年該鎮人口為549。